# Elena Asanina Cantacuzena
Elena Asanina Cantacuzena (... – dopo il 1394) fu reggente della Signoria di Salona nella Grecia franca dal 1382 fino alla sua conquista da parte dell'Impero Ottomano nel 1394 per conto della figlia Maria Fadrique.

## Biografia
Elena era una delle figlie minori di Matteo Cantacuzeno e Irene Paleologa . Si sa che viveva con la madre e la sorella Maria a Grazianopoli (moderna Gratini), quando l'imperatore Giovanni V Paleologo trasferì le donne a Tenedo. Nel 1361 andò con il padre Matteo a vivere in Morea, dove in seguito sposò Louis Fadrique, conte di Salona, signore di Zetouni e signore di Egina. Alla sua morte, nel 1382, continuò a regnare come contessa vedova di Salona.
Quando Elena fu minacciata dall'alleanza tra suo cugino Teodoro I Paleologo, despota della Morea, e Neri I Acciaioli, duca di Atene, cercò l'aiuto di Stefano di Farsalo, figlio minore di Simeon Uroš, despota dell'Epiro. Nell'aprile del 1388, il re Giovanni I d'Aragona le offrì i diritti di castellano su Atene a condizione che difendesse la città.
Ebbe una sola figlia, Maria Fadrique Cantacuzena, dal marito Louis Fadrique, nato intorno al 1370. Maria, che Laonico Calcondila descrive come molto bella, era molto ricercata per il matrimonio. Il suo primo fidanzamento, intorno al 1382, fu con Bernarduco, un figlio di Filippo Dalmau, visconte di Rocaberti, e poi con un figlio non identificato di Simeon Uroš, che Donald Nicol suggerisce essere Stefano di Farsalo. Questo accordo fu quasi consumato con un matrimonio, perché il re Pietro IV d'Aragona scrisse a Elena il 17 agosto 1386 e la rimproverò per aver fatto sposare sua figlia con uno straniero. In ogni caso, le trattative per il suo matrimonio con Bernaduco di Rocaberti ripresero nel 1387. Neri Acciaioli avrebbe cercato la sua mano per il cognato Pietro Saraceno, ma nel 1390 sembra che siano stati presi accordi per far sposare Maria con Matteo I Moncada, figlio di Guglielmo Raimondo di Moncada, conte di Augusta.
Calcondila racconta che Salona fu catturata dal sultano ottomano Bayezid I e che in seguito Maria sia entrata nell'harem del sultano, dove morì nel 1394, secondo alcune fonti giustiziata. Elena fu anche lei presa prigioniera, ma non è noto il suo destino. Secondo una lettera di Neri Acciaioli al fratello Donato del 20 febbraio 1394, la cattura di Salona può essere datata o alla fine del 1393 o all'inizio del 1394.

## Ascendenza
|                           |                        |                                      | Genitori                     |  |  | Nonni |  |  | Bisnonni            |  |  | Trisnonni |  |
|                           |                        |                                      |                              |  |  |       |  |  | Michele Cantacuzeno |  |  | …         |  |
|                           |                        |                                      |                              |  |  |       |  |  | Michele Cantacuzeno |  |  | …         |  |
|                           |                        | …                                    |                              |  |  |       |  |  | Michele Cantacuzeno |  |  |           |  |
| Giovanni VI Cantacuzeno   |                        |                                      |                              |  |  |       |  |  | Michele Cantacuzeno |  |  |           |  |
|                           |                        | Teodora Paleologa Cantacuzena Angela | …                            |  |  |       |  |  |                     |  |  |           |  |
|                           |                        | Teodora Paleologa Cantacuzena Angela | …                            |  |  |       |  |  |                     |  |  |           |  |
|                           |                        | Teodora Paleologa Cantacuzena Angela | …                            |  |  |       |  |  |                     |  |  |           |  |
| Matteo Cantacuzeno        |                        | Teodora Paleologa Cantacuzena Angela |                              |  |  |       |  |  |                     |  |  |           |  |
|                           |                        | Andronico Asen                       | Ivan Asen III di Bulgaria    |  |  |       |  |  |                     |  |  |           |  |
|                           |                        | Andronico Asen                       | Ivan Asen III di Bulgaria    |  |  |       |  |  |                     |  |  |           |  |
|                           |                        | Andronico Asen                       | Irene Paleologa              |  |  |       |  |  |                     |  |  |           |  |
| Irene Asanina             |                        | Andronico Asen                       |                              |  |  |       |  |  |                     |  |  |           |  |
|                           |                        | N. Tarchanaiotissa                   | Michele Ducas                |  |  |       |  |  |                     |  |  |           |  |
|                           |                        | N. Tarchanaiotissa                   | Michele Ducas                |  |  |       |  |  |                     |  |  |           |  |
|                           |                        | N. Tarchanaiotissa                   | Maria Ducaina Comnena        |  |  |       |  |  |                     |  |  |           |  |
| Elena Asanina Cantacuzena |                        | N. Tarchanaiotissa                   |                              |  |  |       |  |  |                     |  |  |           |  |
|                           | Andronico II Paleologo | Michele VIII Paleologo               |                              |  |  |       |  |  |                     |  |  |           |  |
|                           | Andronico II Paleologo | Michele VIII Paleologo               |                              |  |  |       |  |  |                     |  |  |           |  |
|                           | Andronico II Paleologo | Teodora Ducas Vatatzina              |                              |  |  |       |  |  |                     |  |  |           |  |
| Demetrio Paleologo        | Andronico II Paleologo |                                      |                              |  |  |       |  |  |                     |  |  |           |  |
|                           |                        | Violante di Monferrato               | Guglielmo VII del Monferrato |  |  |       |  |  |                     |  |  |           |  |
|                           |                        | Violante di Monferrato               | Guglielmo VII del Monferrato |  |  |       |  |  |                     |  |  |           |  |
|                           |                        | Violante di Monferrato               | Beatrice di Castiglia        |  |  |       |  |  |                     |  |  |           |  |
| Irene Paleologa           |                        | Violante di Monferrato               |                              |  |  |       |  |  |                     |  |  |           |  |
|                           |                        | …                                    | …                            |  |  |       |  |  |                     |  |  |           |  |
|                           |                        | …                                    | …                            |  |  |       |  |  |                     |  |  |           |  |
|                           |                        | …                                    | …                            |  |  |       |  |  |                     |  |  |           |  |
| Teodora Comnena           |                        | …                                    |                              |  |  |       |  |  |                     |  |  |           |  |
|                           |                        | …                                    | …                            |  |  |       |  |  |                     |  |  |           |  |
|                           |                        | …                                    | …                            |  |  |       |  |  |                     |  |  |           |  |
|                           |                        | …                                    | …                            |  |  |       |  |  |                     |  |  |           |  |
|                           |                        | …                                    |                              |  |  |       |  |  |                     |  |  |           |  |